# تخصیص اختصاصی
تخصیص اختصاصی (انگلیسی: Earmark)عبارتی است که در یک لایحه بودجه هزینه صلاحدیدی گنجانده می‌شود تا منابع را به یک پذیرنده خاص هدایت کند و در مقابل رویه‌های تقسیم تأمین مالی رقابتی یا شایسته سالارانه قرار می‌گیرد. تخصیص خاص در مالیه عمومی ایالات متحده آمریکا و آفریقای جنوبی وجود دارد.
برخلاف سیستم تاراج تخصیص خاص هزینه عمومی را مستقیماً افزایش نمی‌دهد. در حالت بسته تخصیص خاص تنها منابع را از یک پذیرنده به پذیرنده دیگر منتقل می‌کند.